# Benjamin Franklin
Benjamin Franklin (Boston, 17. siječnja 1706. – Philadelphia, 17. travnja 1790.), američki državnik, filozof, izumitelj, fizičar, ekonomist i književnik. Petnaesto dijete u obitelji podrijetlom iz Engleske. Franklin prvi utvrđuje identičnost munje s elektricitetom, postavlja novu teoriju elektriciteta, dokazujući postojanje pozitivnog i negativnog električnog naboja, otkriva tijek i svojstva Golfske struje, te pronalazi gromobran, što mu pronosi ime cijelim svijetom. Godine 1775. postaje član Kongresa SAD-a i jedan od autora Deklaracije neovisnosti. 

## Životopis
Nakon osnovnoga školovanja učio je kod brata Jamesa tiskarski zanat. Godine 1727. otvorio je vlastitu tiskaru u Philadelphiji, kupio i od 1729. izdavao Pennsylvania Gazette, koja je pod njegovim uredništvom postala najutjecajnijim listom u Americi i imala važnu ulogu u oblikovanju novinarstva. Od godine 1732. do 1758. objavljivao je Almanah sirotog Richarda (eng. Poor Richard’s Almanack), godišnjak koji je stekao veliku popularnost osobito zbog maksima i poslovica što ih je uključivao. Osnovavši Library Company of Philadelphia (1731.), vjerojatno prvu javnu knjižnicu u Americi, American Philosophical Society (1743.), "Akademiju" (1749.), koja će poslije postati Pennsylvanijsko sveučilište, Franklin se posvetio znanosti.
U Philadelphiji je osnovao prvu javnu knjižnicu uopće, izdavao je novine i tiskao knjige. Godine 1754. sastavio je plan za federaciju sjevernoameričkih kolonija, koji je britanska vlada odbila; od 1757. do 1762. i od 1764. do 1775. u Britaniji je zastupao interese kolonista, a 1775. bio je član Kongresa i jedan od autora Deklaracije o neovisnosti (1776.).  Kao diplomatski predstavnik u Francuskoj od 1776. do 1785., koristeći se svojim osobnim ugledom i popularnošću, učinio je goleme usluge Sjedinjenim državama u njezinom ratu za neovisnost od 1775. do 1783., sklopio je s Francuskom savez 1778., a 1783. bio je potpisnik mirovnog ugovora s Velikom Britanijom nakon Američkoga rata za neovisnost. Vrativši se u Ameriku, Franklin sudjeluje u stvaranju američkog ustava 1787., a posljednjih godina života objavljuje niz članaka u korist ukidanja ropstva. Učenjak, neumoran borac za slobodu čovjeka, diplomat, vjerujući u djelotvornost razuma pri rješavanju ljudskih pitanja, Franklin je personifikacija i simbol svoga prosvjetiteljskog vijeka. Svojom nezavršenom autobiografijom (eng. Memoirs of the Life and Writings of Benjamin Franklin, 1771. – 1790.), koja je živi dokument o iskonima moderne Amerike, znatno je utjecao na američku idejnu tradiciju, primijenivši naslijeđena puritanska načela u praktičkom i utilitarnom tumačenju vlastita životnog uspjeha.
Kao priznanje za svoj doprinos znanosti na području elektriciteta, dobio je 1753. Copleyevu medalju. Godine 1756. postao je jedan od malog broja Amerikanaca koji su postali član Kraljevskog društva. Franklinovo učenje o elektricitetu razradio je hrvatski isusovac, fizičar i velikan hrvatske znanosti Josip Franjo Domin.

## Doprinosi
Proučavao je električne pojave (od 1746.). Istražujući mogućnosti povezivanja leidenskih boca izumio je pločasti električni kondenzator (Franklinova ploča) i kondenzatorsku bateriju za pohranjivanje električnoga naboja (1748.). U djelu Pokusi i opažanja elektriciteta (eng. Experiments and Observations on Electricity, 1751.) opisao je otkriće da pri elektriziranju tijela nastaju jednake količine pozitivnih i negativnih električnih naboja (zakon očuvanja električnoga naboja) i električnu struju kao "tekućinu" s pozitivnim i negativnim električnim nabojem. Provodio je opasne pokuse u vezi s atmosferskim elektricitetom (1752.) podižući žicom vezana zmaja u olujni oblak, pri čemu se pojavila električna iskra i napunila električni kondenzator. Time je dokazao da u olujnim oblacima postoje električni naboji i utvrdio da grom udara ponajprije u povišene objekte, a da ne djeluje na tijela zaštićena kovinskim štitom ili kavezom. Predložio je štapni gromobran kao zaštitu od udara groma, pa se takav način zaštite još i danas naziva Franklinovim gromobranom. Godine 1769. ili 1770., u doba kada je bio zamjenik ministra pošta za kolonije, objavio je sa svojim rođakom, američkim hidrografom Timothyjem Folgerom kartu Golfske struje. Za kasnijih prelazaka Atlantskog oceana, 1775. i 1776., sam je mjerio površinsku temperaturu mora i tako uočio da je Golfska struja toplija od okolnoga mora. Dobio je počasne diplome Harvardova sveučilišta i Sveučilišta Yale (1753.), bio je član Kraljevskog društva (od 1756.) i francuske Akademije znanosti (od 1772.). Po njem je nazvan krater na Mjesecu (Franklin (krater)).

### Gromobran
Američki znanstvenik B. Franklin sagradio je uređaj za zaštitu od groma. On se sastoji od bakrenog štapa, visokog do 5 metara, koji se stavlja na krov ili na neko drugo izloženo mjesto. Štap je uspravan, a završava pozlaćenim šiljkom. Od njega vodi goli bakreni konopac, minimalnog presjeka površine od 25 mm2, po vanjskom dijelu krova, odnosno zida, u zemlju, gdje završava bakrenom pločom od 1 m2. Ploča mora biti u vodi ili u vlažnoj zemlji. Gromobran treba izraditi na način da se svi dijelovi zgrade nalaze u zaštitnom prostoru. Djelovanje gromobrana osniva se na ionizaciji zraka koja nastaje zbog šiljka na okomitom štapu. Mreže telegrafskih i telefonskih žica na krovovima štite također od groma. I one imaju spravu za zaštitu od munje.

### Dokaz da tijekom udara groma nastaje elektricitet
10. lipnja 1752. uputio se B. Franklin sa sinom u polje naoružan plastičnim zmajem s metalnim vrhom, koncima od konoplje i ključem. Zmaj mu je bio potreban da bi ga vinuo u oblake bogate munjama. Kao i svaki drugi neshvaćeni um ispred svog doba, bojao se podsmijeha pa o pothvatu nije govorio nikom. Pokus u početku nije obećavao. Kada je već pomislio odustati, primijetio je neobično ponašanje konaca zavezanih za rubove. Činilo se kao da su spojeni na električnu struju. No, to nije bio dovoljan dokaz. Franklin je želio potpuno učvrstiti svoju teoriju. Na zmaja je spojio ključ, pustio ga još više i čekao. Strpljenje se isplatilo. Na kraju ključa jasno se vidjela iskra, a zbog vlage od kiše konci su, skupa s ključem, počeli akumulirati znatnu količinu elektriciteta. Dokazao je da njegova teorija drži vodu. U to vrijeme, nakon više od deset godina njegova proučavanja, to je bio velik korak za znanost.

### Franklinova ploča
Franklinova ploča je električni kondenzator jednostavna oblika. Sastoji se od staklene ploče, koja je s obje strane obložena listovima staniola. Obloge ne dosežu do ruba ploče, a postavljene su jedna nasuprot drugoj.

## Zanimljivosti
Benjamin Franklin je autor poznate maksime: Vrijeme je novac. To je citat iz Franklinovog eseja Advice to a Young Tradesman (Savjet mladom trgovcu, 1748.).
Autori pitanja za hrvatsku inačicu kviza "Tko želi biti milijunaš?" postavili su to pitanje za 500 000 kn.